# 哈羅蓋特國際青年音樂節
哈羅蓋特國際青年音樂節（英語：Harrogate International Youth Festival）是英格蘭現存最古老的青年音樂節，為國際學生和英國學生提供了一個機會，讓他們一起表演、社交和慶祝他們對音樂的熱情。自1973年以來，HIYF已經接待了來自37個國家的36,000多名參與者。HIYF向所有類型的音樂和表演團體開放，在復活節週末舉行，年輕的音樂家在有古老歷史的場所（包括皇家大廳、裡彭大教堂和聯合國教科文組織世界遺產噴泉修道院）表演。

## 歷史
該節日成立於1973年，是英國哈羅蓋特自治市鎮委員會和國際之友（英語：Friends-International）當地分會之間，在當地哈羅蓋特自治市和許多當地團體和學校的支持下成立的。在1970年代初期，哈羅蓋特將自己宣傳為英格蘭北部的會議和活動中心，該節日至今仍在蓬勃發展。這個節日現在被認為是該國最重要的音樂和表演藝術青年節之一，吸引了來自世界各地的學生。該節日由位於肯特的旅遊公司ECE運營，並在復活節週末由當地委員會在哈羅蓋特舉行。

## 訪問國家和團體
來自世界各地的團體參加音樂節，並得到當地學校和團體的支持，他們也在音樂會上表演。縱觀音樂節的歷史，團體來自北美和加拿大、斯堪的納維亞半島、歐洲、俄羅斯，近年來還來自非洲。當地學校和團體，包括天主教高中（St John Fisher Catholic High School, Harrogate）、聖艾丹英格蘭教會高中（St Aidan's Church of England High School）和哈羅蓋特高中（Harrogate High School）（自1973年以來在每場活動中都有表演）也作為周末的一部分表演。其他當地團體包括卡特里娜休斯舞蹈學院（英語：Katrina Hughes School of Dance）、聖艾爾雷茲舞者（英語：St. Aelreds Dancers）和海上學員的當地分支機構（英語：the local branch of the Sea Cadets）。

## 外部鏈接
- Harrogate International Youth Festival 官網 （页面存档备份，存于）
- Harrogate International Youth Festival的Facebook （页面存档备份，存于）